# 3-я хромосома человека

Хромосомная идеограмма 3-й хромосомы человека

3-я хромосо́ма челове́ка — одна из 23 пар человеческих хромосом, одна из 22 аутосом человека. Хромосома содержит почти 200 млн пар оснований, что составляет примерно 6,5 % всего материала ДНК человеческой клетки. В настоящее время считается, что на 3-й хромосоме находятся 1960 генов.

## Гены
Ниже перечислены некоторые гены, расположенные на 3-й хромосоме.

### Плечо p
- ALAS1 — δ-аминолевулинат-синтетаза 1;
- BTD — биотинидаза;
- CCK — холецистокинин;
- CCR1 — C-C-рецептор хемокина 1;
- CCR2 — C-C-рецептор хемокина 2;
- CCR3 — C-C-рецептор хемокина 3;
- CCR4 — C-C-рецептор хемокина 4;
- CCR5 — C-C-рецептор хемокина 5;
- CCR8 — C-C-рецептор хемокина 8;
- CCR9 — C-C-рецептор хемокина 9;
- CNTN4 — контактин 4;
- COL7A1 — коллаген, тип VII, альфа 1;
- GHRL — грелин;
- ITGA9 — гликопротеин из надсемейства интегринов (альфа-9);
- MITF — ассоциированный с микрофтальмией фактор транскрипции;
- MLH1 — гомолог mutL 1 (E. coli);
- PTHR1 — рецептор паратиреоидного гормона 1;
- SCN5A — α-субъединица потенциал-управляемого натриевого канала типа V;
- SYN2 — синапсин 2;
- SLC25A20 — член 20 семейства транспортёров растворённых веществ 25 (карнитин-ацилкарнитин-транслоказа);
- TMIE — трансмембранный белок, экспрессируемый во внутреннем ухе;
- VHL — супрессор опухолевого роста, ассоциированный с болезнью Гиппеля — Линдау.

### Плечо q
- AGTR1 — ангиотензиновый рецептор 1;
- ALCAM — мембранный белок, молекула клеточной адгезии активированных лейкоцитов (CD166);
- BTLA — лимфоцитарный ингибирующий рецептор (CD272);
- CALRN — калирин;
- CLRN1 — кларин 1;
- CP — церулоплазмин (ферроксидаза);
- CPOX — копропорфириноген-III-оксидаза;
- HGD — гомогентизат-1,2-диоксигеназа (гомогентизат-оксидаза);
- ITGB5 — гликопротеин из надсемейства интегринов (β5);
- LAMP3 — мембранный белок, ассоциированный с лизосомами;
- MCCC1 — α-субъединица метилкротонил-КоА-карбоксилазы 1;
- PCCB — β-субъединица пропионил-КоА-карбоксилазы;
- PDCD10 — программируемая клеточная смерть 10;
- PLD1;
- PIK3CA — каталитическая α-субъединица фосфоинозитид-3-киназы;
- PFN2 — профилин 2;
- RAB7A — член онкогенного семейства белков Ras;
- SOX2 — фактор транскрипции семейства SOX;
- TNFSF10 — цитокин семейства факторов некроза опухоли (TRAIL);
- TRH — тиролиберин;
- ZNF9 — цинк-пальцевый белок 9.

## Болезни и расстройства
Ниже перечислены некоторые заболевания, связанные с генами 3-й хромосомы, а также гены, дефекты которых вызывают эти заболевания:
- T-клеточная лейкемия (англ. T-cell leukemia), связанная с транслокацией гена;
- алкаптонурия — HGD;
- ацерулоплазминемия — CP;
- аритмогенная дисплазия правого желудочка;
- атрансферринемия (англ. atransferrinemia) — TF;
- аутизм;
- бессиндромная глухота (англ. nonsyndromic deafness), тип DFNB6 — TMIE;
- блокада сердца, прогрессирующая и непрогрессирующая;
- болезнь Гиппеля — Линдау — VHL;
- болезнь Мойамойа;
- болезнь Хейли — Хейли (англ. Hailey–Hailey disease) — ATP2C1;
- болезнь Шарко — Мари — Тута, тип 2B — RAB7A;
- восприимчивость к ВИЧ-инфекции — CCR5;
- гликогеноз — SLC2A2;
- дефицит 3-метилкротонил-КоА-карбоксилазы (англ. 3-methylcrotonyl-CoA carboxylase deficiency) — MCCC1;
- дефицит ацетилхолинэстеразы на концевой пластинке;
- дефицит биотинидазы (англ. biotinidase deficiency) — BTD;
- дефицит карнитин-ацилкарнитин-транслоказы (англ. carnitine-acylcarnitine translocase deficiency) — SLC25A20;
- дефицит белка S (англ. protein S deficiency) — PROS1;
- диабет — PPARG;
- дистрофический буллёзный эпидермолиз (англ. dystrophic epidermolysis bullosa) — COL7A1;[2]
- кавернозная ангиома (англ. cerebral cavernous malformation) — PDCD10;
- катаракта;
- лейкоэнцефалопатия с исчезающим белым веществом (англ. leukoencephalopathy with vanishing white matter) — EIF2B5;
- лимфома;
- метафизеальная хондродисплазия Янсена (англ. Jansen’s metaphyseal chondrodysplasia) — PTHR1;
- миотоническая дистрофия (англ. myotonic dystrophy), тип 2 — ZNF9;
- мукополисахаридоз, тип IX — HYAL1;
- наследственная копропорфирия (англ. hereditary coproporphyria) — CPOX;
- наследственная моторная и сенсорная невропатия, тип Окинава;
- наследственный неполипозный колоректальный рак (англ. hereditary nonpolyposis colorectal cancer), рак толстой кишки — MLH1;
- непереносимость сахарозы (англ. sucrose intolerance);
- низкорослость;
- никталопия;
- первичная открытоугольная глаукома;
- пигментная ксеродерма, тип C (III);
- предрасположенность к злокачественной гипертермии (англ. malignant hyperthermia);
- пропионовая ацидемия — PCCB;
- псевдосиндром Зеллвегера (англ. pseudo-Zellweger syndrome);
- рак груди;
- рак лёгких;
- рак поджелудочной железы;
- рак толстой кишки;
- рак яичников;
- семейная гипобеталипопротеинемия (англ. familial hypobetalipoproteinemia);
- септооптическая дисплазия (англ. septo-optic dysplasia) — HESX1;
- синдром блефарофимоза, птоза и epicanthus inversus (англ. blepharophimosis, ptosis, and epicanthus inversus syndrome);
- Синдром Бругада, типы 1 и 2 — SCN5A и GPD1L;
- синдром Ваарденбурга — MITF;
- синдром длинного интервала QT, типы 3 и 9 — SCN5A и CAV3;
- синдром дупликации хромосомы 3q;
- синдром Мёбиуса;
- синдром Мюир — Торре (англ. Muir–Torre syndrome);
- синдром Романо — Уорда (англ. Romano–Ward syndrome) — SCN5A;
- синдром Ушера, тип III — CLRN1;
- спиноцеребеллярная атаксия — ATXN7;
- хардеропорфирия — CPOX;
- эссенциальное дрожание.